# نرسو (استر أباد)
نرسو (بالفارسية: نرسو) هي قرية تقع في إيران في قسم استر أباد الریفي. يقدر عدد سكانها بـ 41 نسمة بحسب إحصاء 2016.